# 대구성남초등학교
대구성남초등학교는 대한민국 대구광역시 달서구 두류동에 있는 공립 초등학교이다.

## 연혁
- 1967년 4월 30일 대구성남국민학교 개교
- 1970년 2월 13일 제1회 졸업식(총졸업생 수 552명)
- 2012-03-01 21학급(특수학급1) 편성
- 2012-10-13 건물 개축 준공
- 2013-02-15 제44회 졸업 (남 52명, 여 58명, 계 110명, 총 졸업생 수 29,943명)
- 2013-03-01 25학급(특수학급1) 편성
- 2013-09-01 제20대 권오광 교장 부임
- 2014-02-14 제45회 졸업(남 54명, 여 67명, 계 121명, 총졸업생 수 30,064명)
- 2014-03-01 24(특수학급1)학급 편성
- 2015-02-13 제46회 졸업(남 37명, 여 42명, 계 79명, 총졸업생 수 30,143명)
- 2015-03-01 24(1)학급 편성
- 2016-02-04 제47회 졸업식(남 36명, 여 42명, 계 78명, 총 졸업생 수 30,221명)
- 2016-03-01 22(1)학급 편성
- 2017-02-15 제48회 졸업식 남 47명, 여 30명 계 77명, 총 졸업생수 30,298명
- 2017-03-01 제21대 성증악 교장 부임
- 2017-03-01 21(1)학급 편성
- 2018-02-09 제49회 졸업식, 졸업생 69명 (총 졸업생수 30,367명)
- 2018-03-01 21(1)학급 편성
- 2019-02-01 제50회 졸업식, 졸업생 60명 (총 졸업생수 30,427명)